# Museo Internacional de Arte Contemporáneo
El Museo Internacional de Arte Contemporáneo está situado en el interior del castillo de San José de Arrecife, en la isla de Lanzarote (España).

## Historia y colección
El castillo de San José se renovó en la década de 1970 y el interior fue diseñado por el artista César Manrique, quien nació no lejos del castillo, para albergar un museo de arte moderno, que abrió al público en 1976 como el Museo Internacional de Arte Contemporáneo, abreviado como MIAC.
Las exposiciones son principalmente del periodo entre 1950 y 1980, con especial atención a varias formas de arte abstractas, como escultura moderna, arte cinético, y abstracción geométrica. Los trabajos son principalmente de artistas españoles, entre los que destacan Joan Miro,  Antoni Tàpies, Eusebio Sempere y El Paso grupo, una sección está dedicada al artista canario Pancho Lasso.
El patio es también utilizado como espacio de exhibición para diseños y esculturas exteriores. Bajo el museo, el anexo del fuerte estuvo renovado y convertido en restaurante, conectado al castillo por una escalera de espiral. El restaurante cuenta con vistas panorámicas del puerto y de los muelles.

## Galería

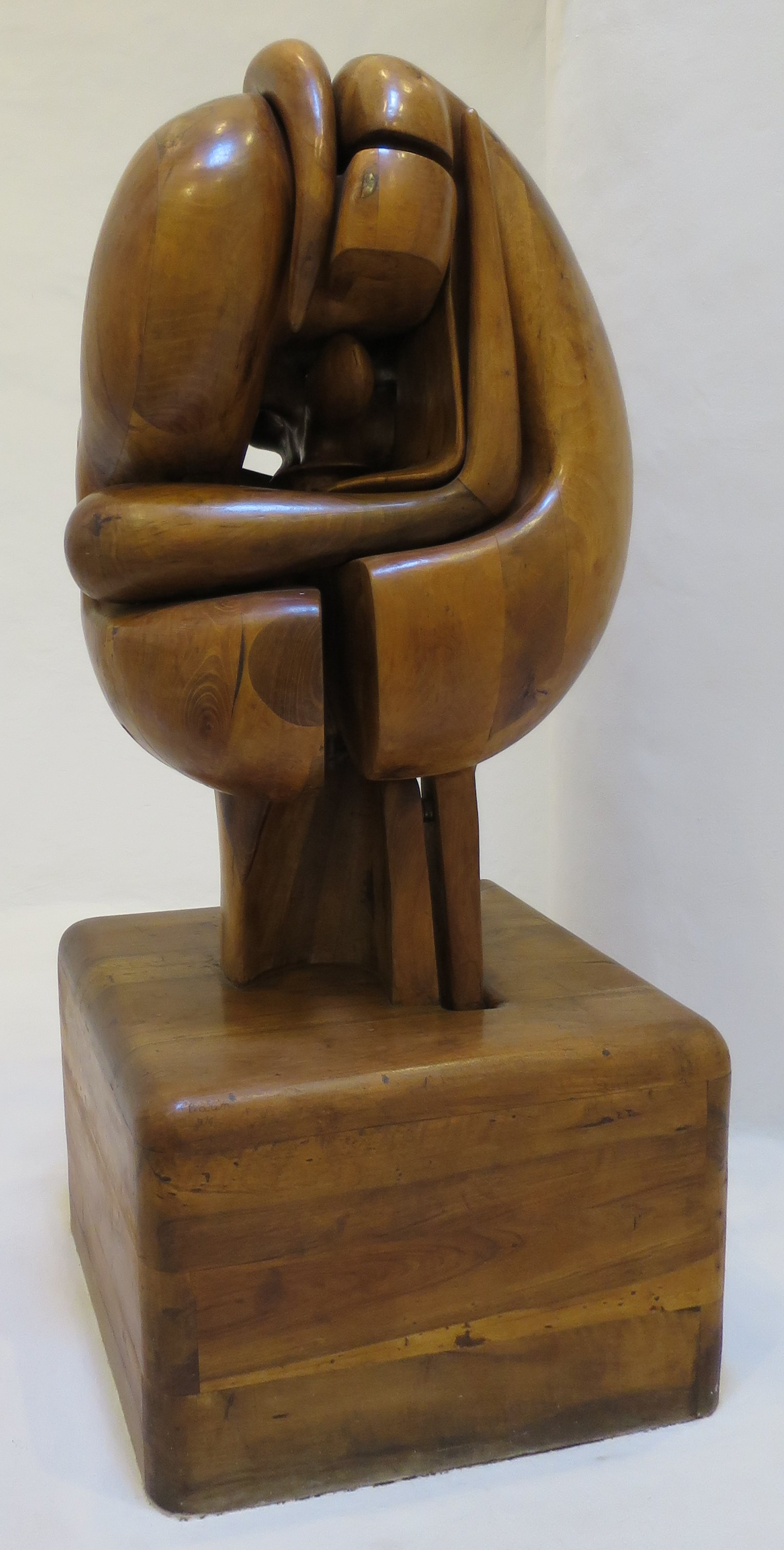
La semilla (Francisco Barón 1976)
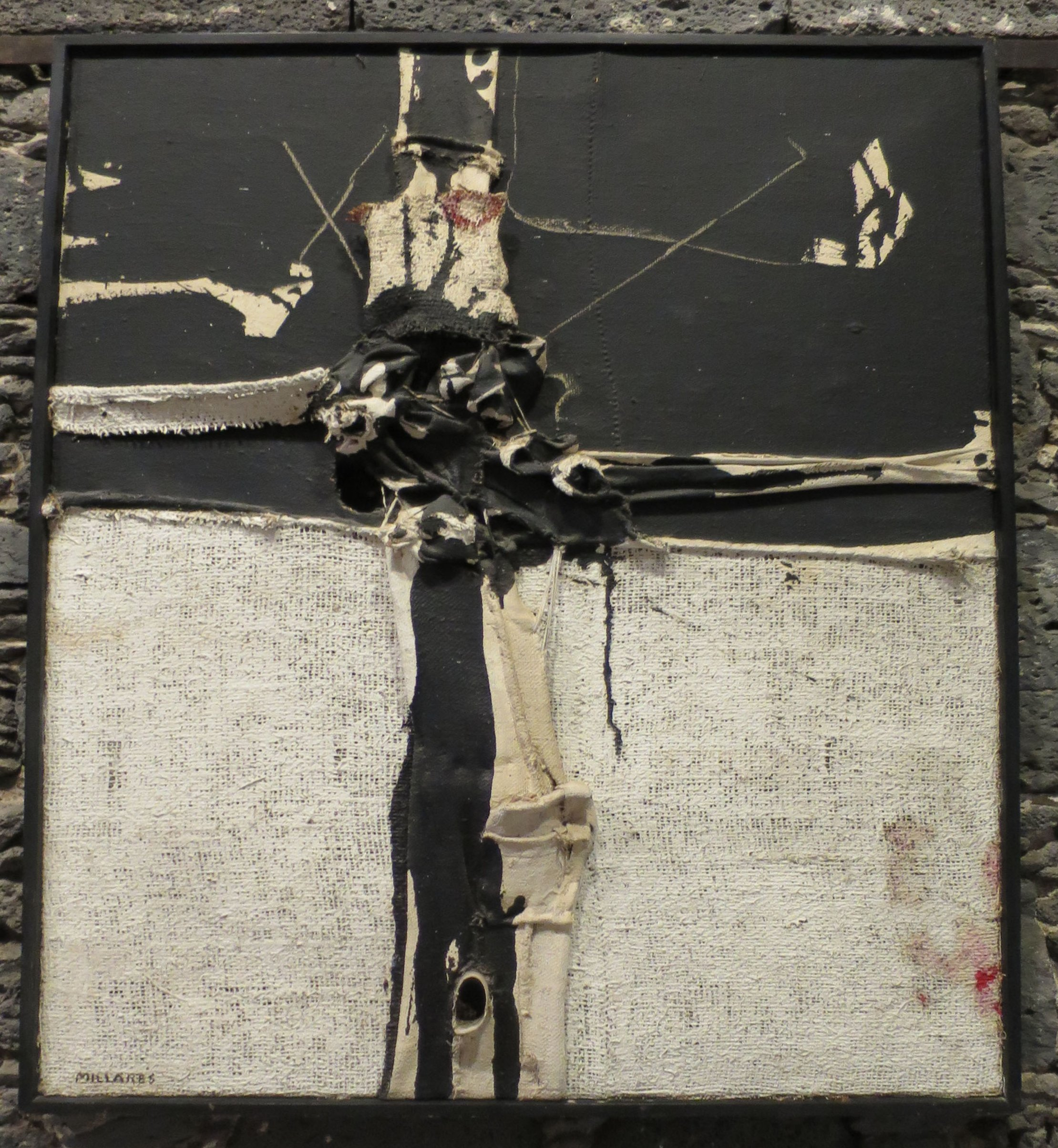
Cuadro 201 (Manuel Millares 1962)
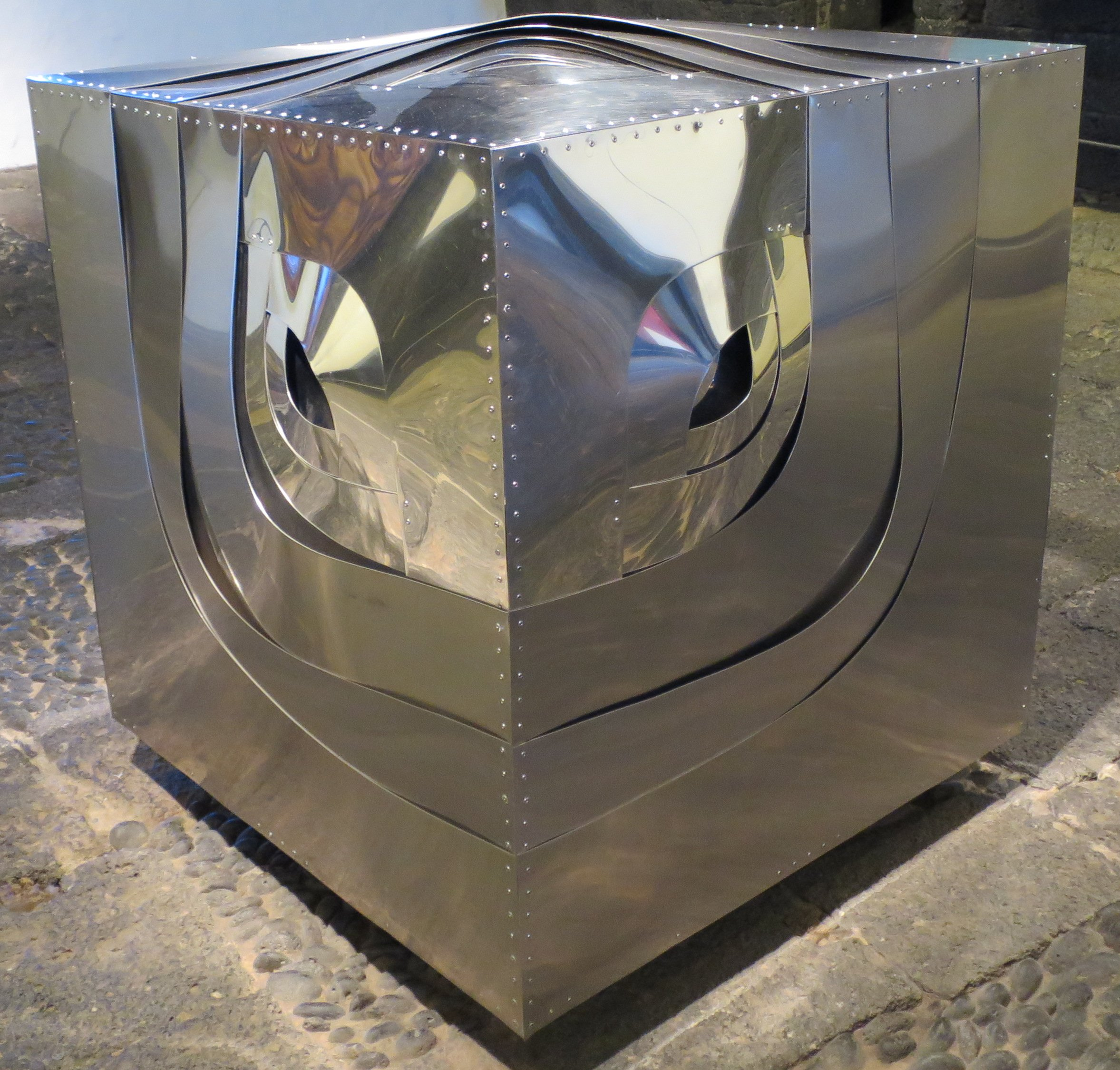
Géminis III (Amadeo Gabino 1975)
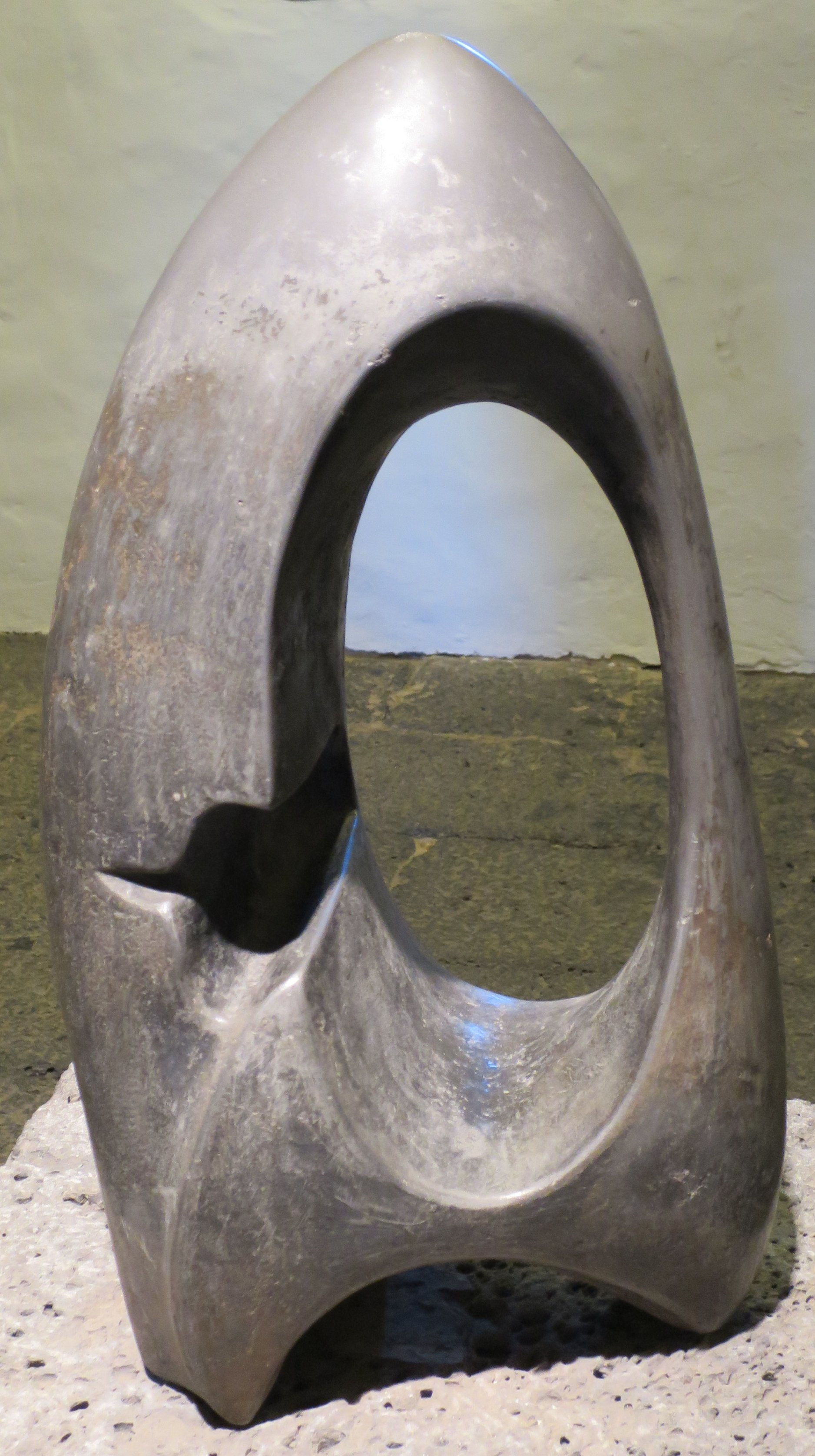
Formas de silencio (María Belén Morales 1976)
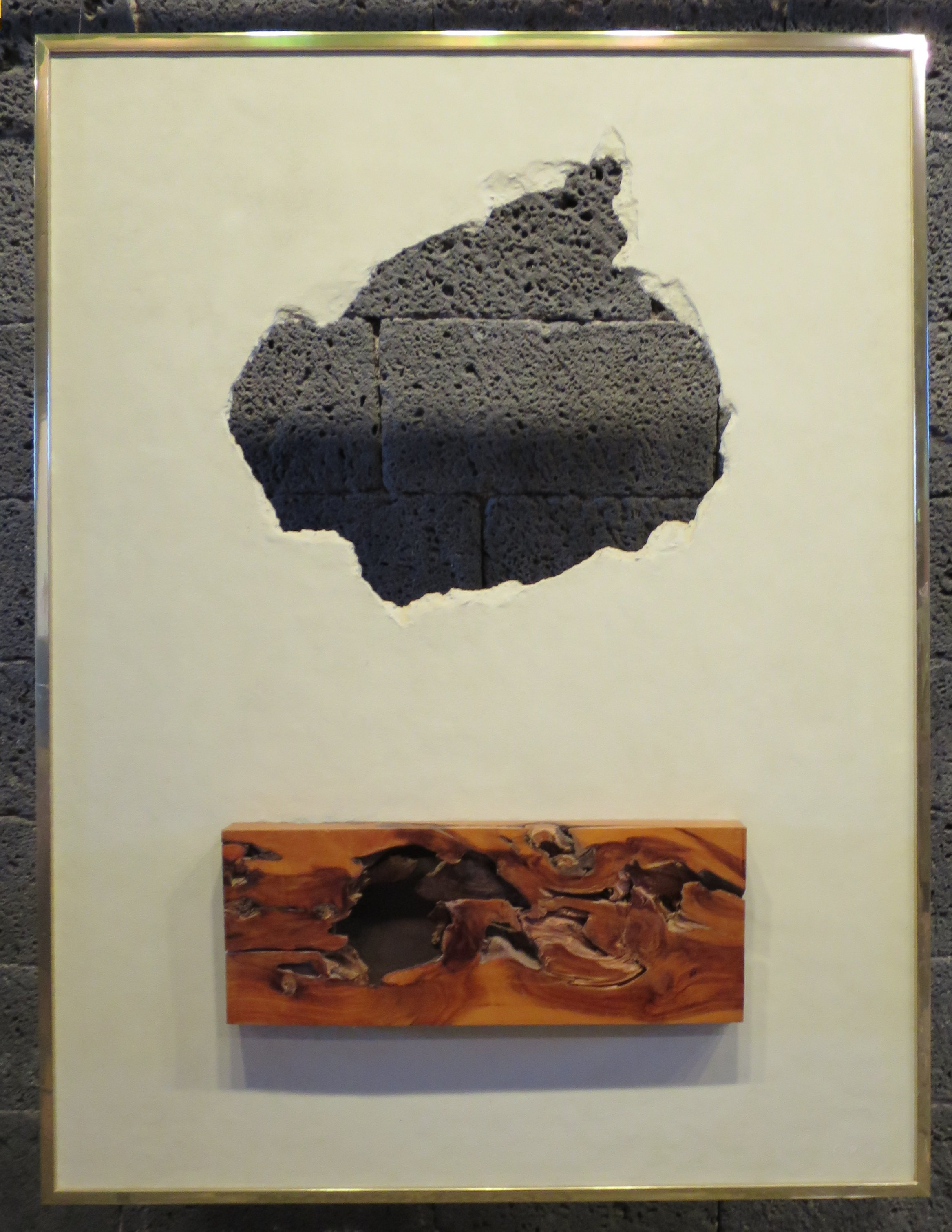
'Blanco con agujero y madera de Sabina (Gustavo Torner 1963)